# Renata Spagnolo
Renata Fabiola Spagnolo (ur. 2 stycznia 1989 w  Caracas) – włoska pływaczka pochodzenia wenezuelskiego, specjalizująca się głównie w stylu dowolnym.
Brązowa medalistka mistrzostw Europy z Eindhoven w sztafecie 4 x 200 m stylem dowolnym.
Uczestniczka Igrzysk Olimpijskich z Pekinu (4. miejsce  w sztafecie 4 x 200 m stylem dowolnym).